# May Louise Flodin
May Louise Flodin (ur. 5 września 1934 w Sztokholmie, zm. 4 lutego 2011) – zwyciężczyni drugiego konkursu Miss World, który odbył się 14 listopada 1952 roku. Zmarła z powodu guza mózgu.